# 이동훈 (배우)
이동훈(1979년 9월 8일 ~ )은 대한민국의 배우이다. 2000년 SBS 9기 공채 탤런트로 데뷔하였다. 자동차 경주선수로서도 활동하기도 하다.

## 학력
- 수원대학교 연극영화학 학사
- 동국대학교 대학원 연극영화학과

## 출연작

### 드라마
- 2000년 SBS 《LA아리랑》
- 2000년 SBS 《달콤한 신부》
- 2000년 SBS 《여자만세》
- 2001년 SBS 《소문난 여자》
- 2001년 SBS 《로펌》
- 2001년 SBS 《이 부부가 사는 법》
- 2001년 SBS 《화려한 시절》- 최두봉 역
- 2002년 SBS 《지금은 연애중》
- 2002년 SBS 《야인시대》- 청년 개코 역
- 2004년 MBC 《결혼하고 싶은 여자》
- 2004년 MBC 《미라클》
- 2005년 MBC 《변호사들》
- 2005년 KBS 《사랑도 리필이 되나요?》
- 2011년~2012년 KBS 《오작교 형제들》 - 서동민 역
- 2011년 E채널 《여제》
- 2015년 KBS 《블러드》
- 2015년 E채널 & 드라마큐브 《라이더스: 내일을 잡아라》
- 2016년 웹드라마 《저스티스팀: 범죄피해자를 구하라》

### 영화
- 1998년 남자의 향기
- 2002년 휘파람 공주
- 2003년 거울 속으로
- 2003년 실미도
- 2004년 투 가이즈
- 2009년 내 눈에 콩깍지